# 곽승 (지휘자)
곽승(郭昇, 1941년 12월 11일~)은 부산시립교향악단, 서울시립교향악단, 대구시립교향악단의 음악감독 및 상임지휘자 등을 역임한, 트럼펫 연주자 출신의 대한민국의 교향악 지휘자 겸 서양 클래식 음악가이자 계명대학교 특임교수이기도 하다.

## 생애
일제 시대 말기 경상남도 마산에서 태어났으며 본관은 현풍이다. 열여섯 살(1957년 12월)에 고등학생 신분으로 서울시립교향악단 최연소 트럼펫 주자로 활동한 바 있으며, 미국으로 유학해 뉴욕 메네스 음대(Mannes School of Music) 수석 졸업을 거쳐 한스 스바로프스키의 지휘법을 수학하고, 뉴욕 링컨센터 챔버 뮤직 소사이어티와 조프리 발레 오케스트라의 지휘자를 역임(1970~1977)하였다. 이후 1977년 미국의 거장 로버트 쇼(1940년대부터 토스카니니 부지휘자)에게 발탁되어 애틀랜타 교향악단의 부지휘자로 활동하면서 쇼의 정통 지휘법을 전수받았으며, 1980년 거장 로린 마젤이 이끄는 세계적인 오케스트라 클리블랜드 교향악단의 부지휘자로 선발되어 한국의 긍지와 자랑이 되기도 했다. 1983년 텍사스의 오스틴 심포니 상임지휘자로 14년간 재직하면서 미국의 수많은 오케스트라 가운데 최고 수준의 교향악단으로 양성하였다. 또한 1983년부터 10년간 오레곤의 선리버 뮤직 페스티벌의 예술 감독을 맡은 바 있다. 국내에서는 부산시립교향악단 수석지휘자]](1996~2003), 서울시립교향악단 음악고문 및 음악감독(2002~2003), KBS교향악단 수석 객원 지휘자(2004~2006) 등을 역임하였다. 2008년 10월부터 대구시립교향악단의 음악감독 겸 상임지휘자로 재직하고 있는 그는 한 음도 소홀히 하지 않는 엄격하고 견고하며, 균형 잡힌 연주를 통해 작품성을 진지하게 파고드는 지휘자로 정평이 나 있다.
곽승은 시카고, 피치버그, 샌프란시스코, 휴스턴, 댈러스, 애틀랜타, 세인트루이스, 워싱턴 D.C. 등 미국의 수많은 주요 교향악단을 객원 지휘하여 열렬한 갈채를 받았다. 그 외 러시아, 캐나다, 독일, 오스트리아, 중국, 베네수엘라, 아르헨티나, 일본, 프랑스, 스페인, 멕시코 등 세계 유수의 교향악단에 초청받고 있으며 많은 순회 연주를 성공적으로 이끌어 오고 있다. 1995년 베네수엘라의 사이몬 볼리바 교향악단과 유네스코 50주년 기념으로 파리에서 연주했으며, 1993년 러시아 페테르스부르크 챔버 오케스트라와 국내 순회 연주를 가졌다. 그리고 KBS교향악단의 일본 5개 도시(1986)와 동남아시아 5개국(1984) 순회 연주, KBS교향악단의 전신인 국립교향악단의 미국 23개 도시(1978) 순회 연주를 이끌기도 했다. 특히 1997년 부산시립교향악단과 로스앤젤레스, 샌프란시스코, 워싱턴D.C., 뉴욕 카네기 홀 등 미국 4개 도시 순회 연주를 가져 현지 언론의 호평을 이끌어 낸 것은 한국의 교향악 수준을 세계에 알린 쾌거라 할 수 있다.
1964년 고국을 떠난 그는 1978년 세종문화회관 개관 기념 공연을 위해 처음으로 귀국,  김동진 작곡의 “심청전”을 초연하였으며, 이후 KBS교향악단 정기연주회 지휘자로 연간 1~2차례 지속적인 초청을 받아왔다. 또한 1987년 서울올림픽주경기장 개관기념 연주회에서 KBS교향악단과 서울시향 연합 오케스트라 및 천여 명의 합창단을 지휘하여 올림픽 개최국의 긍지를 불러일으켰으며, 1990년 평양에서 열린 범 한국 통일 특별 연주회의 지휘를 맡아 세계를 무대로 활동하고 있는 한국 음악인들과 함께 평화의 메시지를 보내기도 했다. 특히 1996년 7월에는 그가 지휘한 KBS교향악단의 축하 연주로 한국의 위성방송이 그 장대한 막을 올렸다. 국내 창작 오페라에도 관심을 기울인 그는 1998년 민족 오페라 “성웅 이순신”을 전국 각지에서 지휘하였으며, 2000년 8월에는 한반도 분단 50년 만에 처음으로 이루어진 “남북 교향악단 합동 연주회”를 지휘하여 남과 북이 하나로 어우러진 감격적인 하모니를 이끌어 내어 전 국민을 감동시키기도 했다.
2002년 1월, 서울시립교향악단 음악고문에 취임했다. 사실상 음악감독 역할이지만 당시 부산 시립 교향악단 음악감독(2001년 8월)을 맡고 있어서 음악고문이라는 직책을 부여받았다. 2003년 3월에 음악감독 겸 상임지휘자 직책을 부여받았으나, 같은 2003년 12월, 세종문화회관으로부터 상근일수 불이행 등의 사유로 위촉계약 해지를 통보받았다. 반면 곽승은 “부산시향 수석지휘자를 겸한 데다 잦은 해외 연주활동을 펼쳐왔기에 계약 당시부터 180일 상근 일수규정은 형식적으로만 포함시킨 것”이라며 “상근일수 불이행은 해임을 위한 구실일 뿐”이라며 반발했다. 2002년 10월 취임한 세종문화회관 김신환 사장이 이명박 서울시장이 선거당시 공약으로 내세운 ‘서울시향 세계 일류 육성’ 과제를 추진하는 과정에서 불거진 갈등이라는 평가가 있다. 이후 소송 전으로 이어졌으나 결국 합의로 소송을 마무리하고 2004년 4월 30일 고별공연을 가졌다.
KBS교향악단 수석 객원 지휘자(2004~2006)를 거쳐 2008년 10월 대구시립교향악단의 음악감독 겸 상임지휘자로 취임하였다. 대구시향을 이끌고 참가한 2009년 교향악축제에 이어 2010년 개막공연 및 2011년 교향악축제에서도 많은 음악평론가들로부터 호평을 받았다. 또한 2011년 세계 육상 선수권 대회(대구) 홍보를 위해 2010년 3월에 일본 도쿄와 오사카에서 개최한 첫 해외연주회를 성공적으로 이끌었으며, 2011년 10월에는 일본 도쿄에서 열린 '아시아오케스트라위크2011' 개막공연에 한국 대표로 공식 초청받아 대한민국 클래식 음악의 위상을 드높이는 동시에 큰 감동을 선사하였다.
대구시향을 한 단계 업그레이드 시켜 비약적인 발전을 일궈냈다는 평가를 받은 곽승은 2013년 9월 말로 임기가 만료되었으나 대구시민회관 개관 기념 아시아오케스트라페스티벌의 연주를 위해 임기를 6개월 연장 계약해 2014년 3월 31일 임기 만료 되었고 대구시향 신년음악회를 끝으로 대구시향에 공식적인 지휘 일정을 마감했다.
지휘자로서의 활동 외에도 젊은 음악인의 양성에도 관심을 보이고 있는 그는  미국 텍사스 대학, 뉴욕 메네스 음대(Mannes School of Music), 뉴욕 시립 대학교 퀸즈 칼리지의 교수로 재직하기도 했다. 또한 1992년부터 엘 시스테마 창시자인 호세 안토니오 아브레우 박사의 초대로 엘 시스테마 프로그램에 참여해 베네주엘라 학생들을 가르쳤다. 특히 2002년에 나중에 세계적인 지휘자가 된 구스타보 두다멜을 가르친 경력도 있다. 이런 인연으로 2008년 구스타보 두다멜의 내한 공연때 재회하여 구스타보 두다멜이 곽승에 고마움을 표하여 언론의 이목을 끌기도 했다.
2016년 2월 계명대학에서 명예 음악박사학위를 수여했다.
현재 2015년 8월 이후부터 계명대학교 특임교수로 재직 중이다.